# 錫格爾鎮區 (明尼蘇達州布朗縣)
錫格爾鎮區（英語：Sigel Township）是位於美國明尼蘇達州布朗縣的一個行政鎮區。

## 地方資料
錫格爾鎮區的面積為102.60平方千米，當中陸地面積為100.40平方千米，而水域面積為2.20平方千米。根據2020年美國人口普查的數據，當地共有人口348人，而人口密度為每平方千米3.39人。